# Chave de ombro
Chave de ombro se refere a uma classe de golpes em que o lutador exerce pressão sobre o ombro do adversário, na direção contrária ao movimento natural desta articulação.
Existem diversos tipos de chaves de ombro, porém os mais comuns no MMA são:
- Americana (ude-garami ou keylock), é aplicada quando o atleta segura o punho do adversário contra o chão, sendo que a palma da mão do adversário fica virada para cima. Com a outra mão o atleta segura seu próprio punho, passando este segundo braço sob o braço comprometido do adversário. Desta posição o atleta levanta o segundo braço, exercendo pressão sobre o ombro e cotovelo do adversário.

- Kimura (gyaku ude-garami ou reverse keylock) é uma americana invertida. Este golpe é finalizado com o braço comprometido nas costas do adversário.

- Chave de omoplata (sankaku-garami) é uma kimura aplicada com as pernas, normalmente da ´´guarda´´. Para executá-lo, o atleta coloca uma perna na axila do adversário e gira 180 graus, de modo que sua perna se entrelace com o braço do oponente. Conquistada a posição, o atleta controla o corpo do oponente e movimenta seu próprio corpo para frente, exercendo pressão no ombro do adversário. Se o adversário não "bater" e a chave de ombro for finalizada, ela pode romper os ligamentos da articulação do ombro.